# Mount Stewart (Irlande du Nord)
Mount Stewart est une maison seigneuriale du XIXe siècle située sur la côte de l'est de Strangford Lough, sur la Péninsule d'Ards en Irlande du Nord. Elle est une distance de 15 miles (24 kilomètres) de Belfast et 5 miles (8 kilomètres) du ville de Newtownards. La grande partie de la maison était élevée par Charles Vane, le 3e marquis de Londonderry au milieu des années 1830. Elle était la maison de campagne de sept Marquis de Londonderry, « l'une des plus riches et plus puissantes familles au Royaume-Uni ». En 1976, Mairie Bury, la fille du 7e marquis, donne la maison au National Trust.

## Histoire
En 1744 le marchand de lin Alexandre Stewart achète le domaine où Mount Stewart sera élevée. Sa famille était d'origine écossaise et était venue en Irlande pendant la plantation d'Irlande sous Jacques Ier au début du 17e siècle. La femme d'Alexandre, Mary Cowan, avait hérité une fortune de son frère, qui était le gouverneur de Bombay et avait travaillé pour la Compagnie britannique des Indes orientales. Frances Anne Vane Tempest amène plus de richesse à la famille quand elle épouse le 3e marquis, grand-fils d'Alexandre Stewart, en 1819. Frances est l'héritière de mines de charbon et d'un grand domaine au nord d'Angleterre.
Le bloc primaire de la maison est élevé vers le milieu des années 1830, par le 3e marquis. Il commande l'architecte irlandais William Vitruvius Morrison d'élever une nouvelle maison pour remplacer celle du siècle précédent. Morrison élève une maison du style néo-classique faite de pierre locale d'une couleur gris foncé. L'aile de l'ouest est plus ancienne que le bloc primaire, elle était élevée au début du 19e siècle par l'architecte George Dance le Jeune.
Mount Stewart a reçu une visite du roi Édouard VII et la reine Alexandra en 1902. Le 7e marquis Charles était un membre du gouvernement d'Irlande du Nord après la partition de l'Irlande en 1921 et servait du Secrétaire d'État à l'Air au début des années 1930. Il tentait pendant ce temps-là de prévenir une nouvelle guerre entre le Royaume-Uni et l'Allemagne ; pour atteindre ce but il tenait plusieurs rendez-vous avec des officiaux du gouvernement Nazi. En mai 1936 il reçoit à Mount Stewart l'ambassadeur de l'Allemagne Joachim von Ribbentrop, qui voyage par avion avec sa femme de Londres à Newtownards.

### Description
La maison contient de très précieux meubles et œuvres d'art. Il y a un groupe de 22 chaises dans la salle à manger utilisées par les délégats du Congrès de Vienne, y compris celles occupées par Talleyrand et le duc de Wellington, qui étaient ramenées par le vicomte Castlereagh. Dans la salle de l'escalier il y a un tableau du cheval de course Hamiltonian avec son propriétaire Henry Vane-Tempest, peint par George Stubbs, le premier peintre équestre de son époque. Le tableau commémore la victoire de Hamiltonian à Newmarket en 1799 et il est notable parce que l'artiste montre la détresse visible du cheval après la course. Il pendait dans une autre maison des Londonderry, Wynyard Park, dans le comté de Durham, avant qu'il fut amené à Mount Stewart en 1962.
La salle de musique dans l'aile de l'ouest est la plus inchangée des chambres attribuées à Dance. Il y a un plancher de marqueterie créé par John Ferguson, avec des planches de sapin des marais autour d'un octagone festonné fait de chêne et d'acajou. Les chambres à coucher sont nommés d'après les villes visitées par le 3e marquis et sa femme Frances Anne (il y en a appelées Rome, Amsterdam, Versailles, Palerme, etc.).

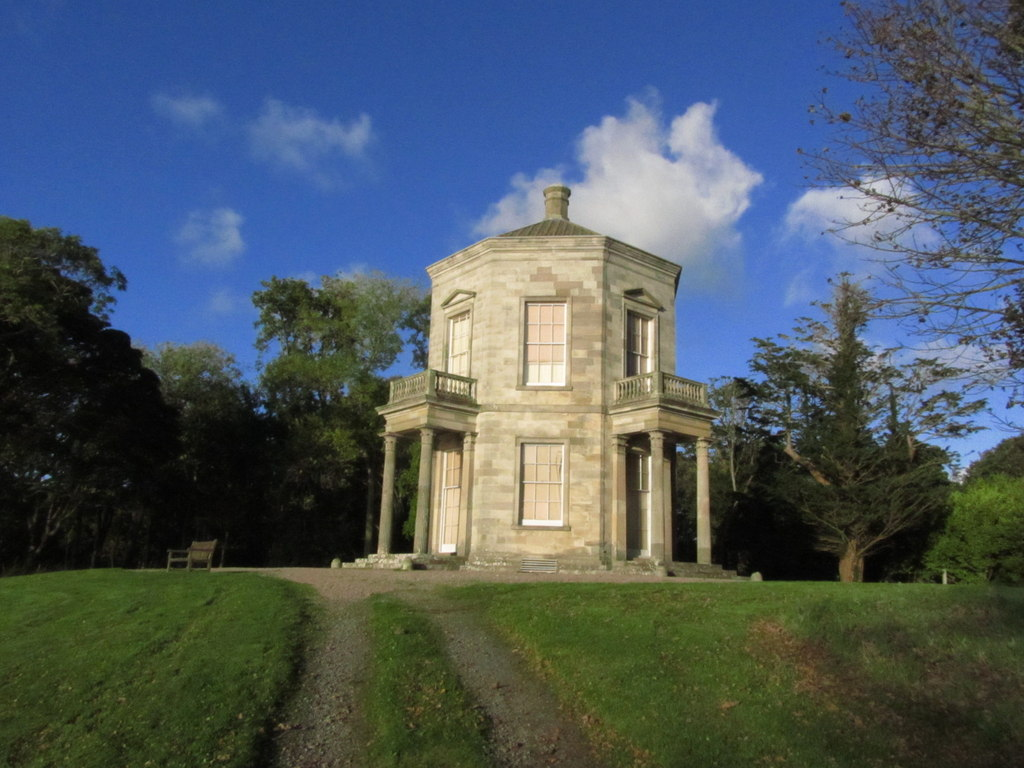
Le Temple des Ventes

Au sud de la maison, sur une colline donnant une vue sur Strangford Lough, est le Temple des Ventes, construit en 1786. Le bâtiment, qui est le seul en Irlande créé par l'architect James Athenian Stuart, est une imitation du Tour des Vents en Athènes, d'une forme octagonale.

#### Sous le National Trust
La marquise Edith donne le terrain de Mount Stewart au National Trust pendant les années 1950 et sa fille Mairi Bury y donne la maison en 1976. Sa fille continue à habiter Mount Stewart.
La maison reçut une restauration compréhensive entre 2012 et 2015 qui coute 8 millions livres sterling. Le but du projet était de restaurer la maison à son apparence pendant les années 1950 tandis que la marquise Edith y habitait. Le domaine actuel se compose de 950 acres (384 hectares) de terre.

##### Jardins

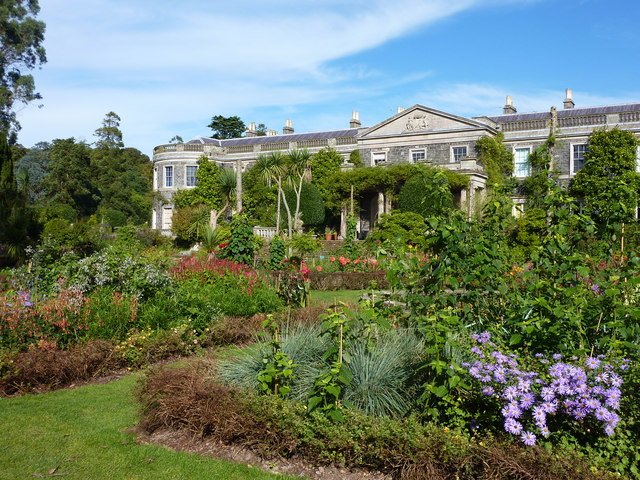
Le jardin au devant de la maison.

Les jardins de Mount Stewart sont considérés d'être parmi les plus exceptionnels du monde. Ils se composent de 31.5 hectares de terre dont la grande partie est due à la marquise Edith Vane-Temple Stuart, la femme du 7e marquis. Elle s'est aperçue du climat particulièrement tempéré de la péninsule d'Ards, qui permet de cultiver des plantes tendres ne trouvées que rarement sur les îles Britanniques. Le climat est humide et sans gel, faisant des jardins un lieu idéal pour les plantes subtropicales qui ailleurs devraient être cultivées dans les serres.
Edith patronnait les botanistes et chercheurs de plantes Frank Kingdon-Ward, George Forrest et Joseph Rock dans leurs expéditions à la recherche de plantes rares. Il y a des exotiques aux jardins comme Rhododendron lindleyi et Rhododendron fragrantissimum propagés de grains recueillies par ces naturalistes-là.

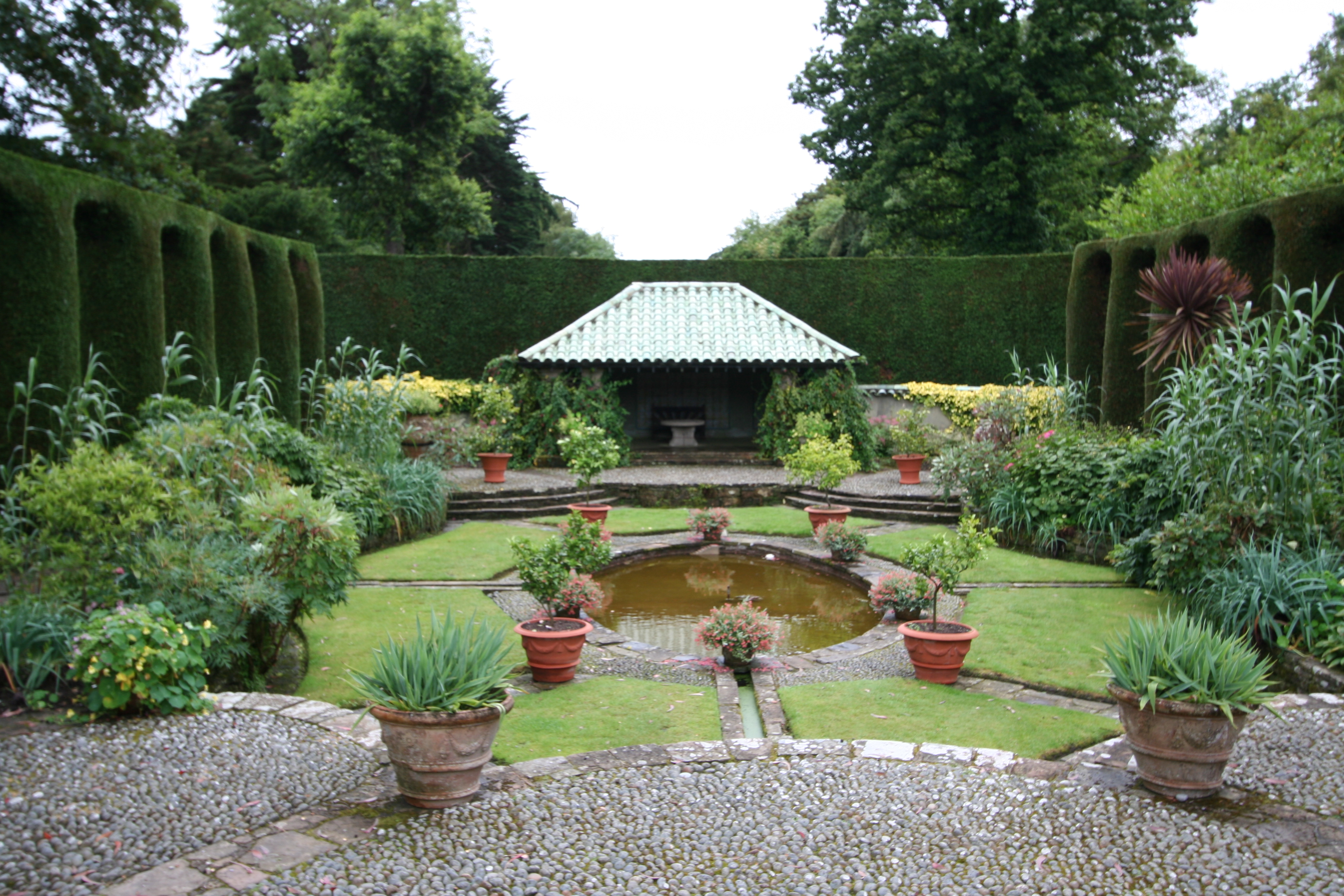
Le jardin à l'espagnol.

Il y a un jardin à l'italien et un jardin à l'espagnol conçus par la marquise. Le premier étend au sud de la maison et comprend une zone de 30 mètres par 17 mètres, avec une allée liant les enclos différents.
Edith a aussi créé le « Dodo Terrace », un jardin avec des animaux en pierre faisant allusion aux invités de la maison qu'Edith nomma le « Club de l'Ark » et auxquels elle a donné les noms des oiseaux et d'autres animaux. Il y a aussi un jardin en contrebas à l'ouest de la maison formé selon un dessin par Gertrude Jekyll et celui sous la forme d'une Rose Tudor appelé le « jardin de Mairi », après Mairi Bury.
Le 3e marquis forme un lac, connu comme lac Mount Stewart. Au-déla du lac est une colline où réside la cimetière de la famille Londonderry, appelée Tír na nÓg.